# Fontaine du Pêcheur

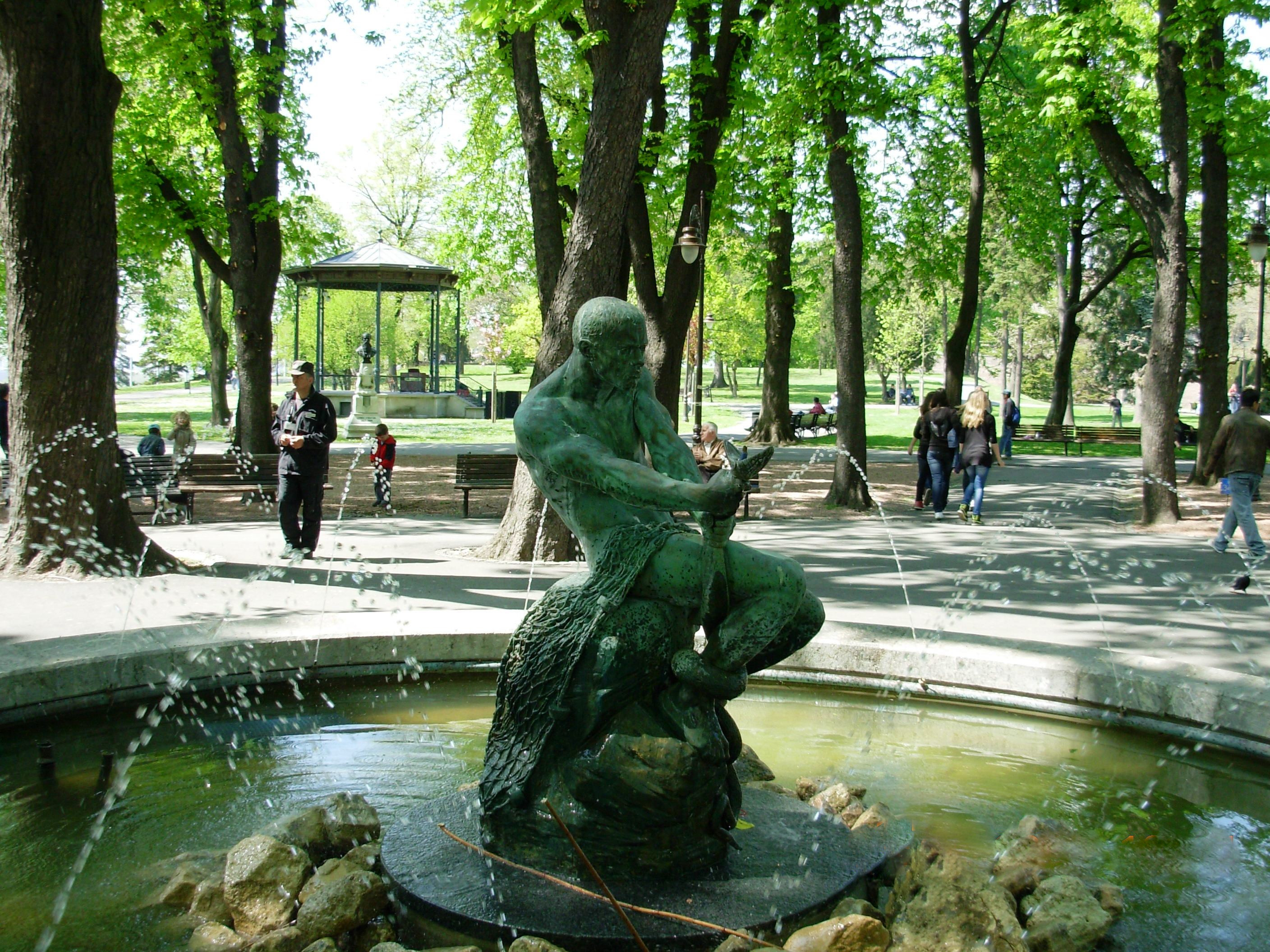
La fontaine du Pêcheur à Kalemegdan

La fontaine du Pêcheur (en serbe : Фонтана Рибар) ou Le Pêcheur malheureux (Злосретни рибар), située au centre du parc du Grand Kalemegdan, à Belgrade, en Serbie, est l’œuvre du sculpteur Simeon Roksandić. Il l'a créée à Munich et à Rome, en 1906, pendant une année de congé de son poste de professeur de dessin au lycée de Kragujevac.
Elle a été présentée pour la première fois au public à la LXXIIe Exposition Internationale d’Art de Rome en 1907. Elle était exposée dans la première salle, la plus grande, et a suscité des commentaires positifs en Italie. Les compliments du couple royal Victor-Emmanuel et Hélène au cours de leur visite de l’exposition ont beaucoup contribué à sa renommée[réf. souhaitée]. La valeur artistique de la sculpture a été reconnue par l’élite culturelle serbe, et la sculpture est vite devenue un élément de l’espace culturel serbe. Son modèle en plâtre, composé d’un pêcheur et d’un serpent, a été acheté par le Musée National de Belgrade en 1907. La sculpture du Pêcheur était le plus important élément artistique exposé dans le pavillon serbe lors de l’Exposition des Balkans à Londres en 1907.

## Création et installation de la sculpture

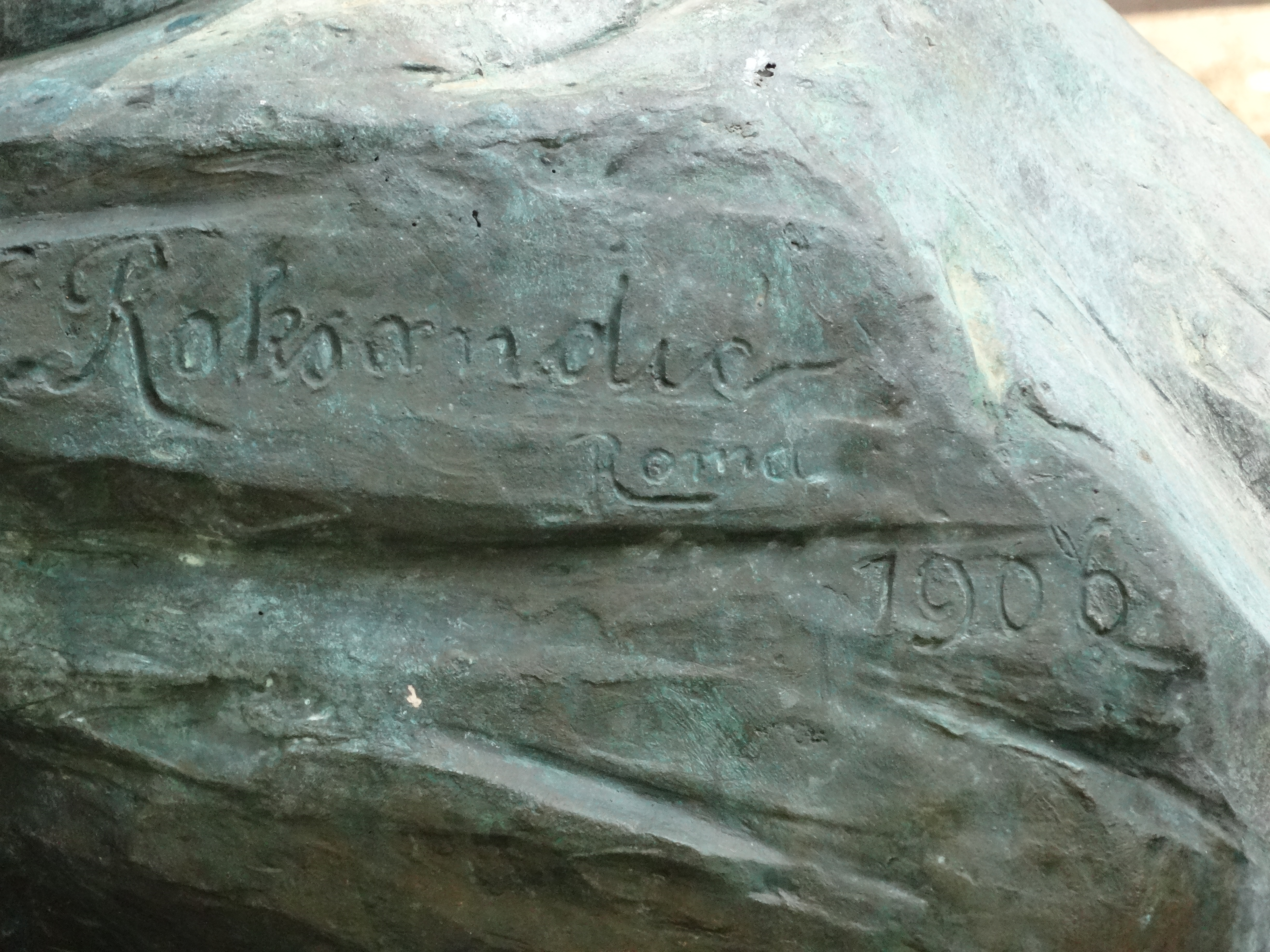
Signature sculpteur - Roksandić, Roma, 1906.

La représentation du pêcheur en lutte avec le serpent est vite devenue l’emblème du jeune État serbe et la métaphore de son évolution culturelle comme de son développement progressif de l’art. En 1907 est arrivée en Serbie une fausse information selon laquelle le navire transportant les artistes et leurs œuvres pour l’Angleterre avait coulé. La nouvelle provoqua une réaction, à la suite de laquelle on fondit une nouvelle copie de la sculpture, basée sur le modèle en plâtre du Pêcheur. Après le retour des modèles d’exposition serbes de l’Exposition de Londres, la copie nouvellement fondue fut considérée comme étant de trop. Après la troisième exposition Lada à Zagreb en 1908, elle fut rachetée par la ville de Zagreb et placée à Gradec (aujourd’hui Place des Jésuites dans la Haute-ville de Zagreb).
Le premier modèle coulé de Roksandic a été proposé à l’achat à la municipalité de Belgrade, qui a accepté l’offre en 1907, avec l’intention de placer la sculpture dans l’un des squares de la ville. Malgré cette intention initiale, la fontaine n’a pas été installée à Terazije mais à Kalemegdan, entre 1908 et 1911. Une photo de Nova Iskra, datant de 1911, confirme que la sculpture était placée dans le Parc de Kalemegdan. Pour l’emplacement a été choisie la fontaine ovale existante, avec un socle rustique en pierre, dans la rotonde centrale du Parc du Grand Kalemegdan. Le choix du lieu du monument peut être considéré comme un choix rationnel, si l'on considère que l’espace de Kalemegdan, de la remise des clés de la ville en 1867 jusqu’au début du XXe siècle, s'est développé comme un parc urbain représentatif, mettant exceptionnellement la sculpture en valeur.

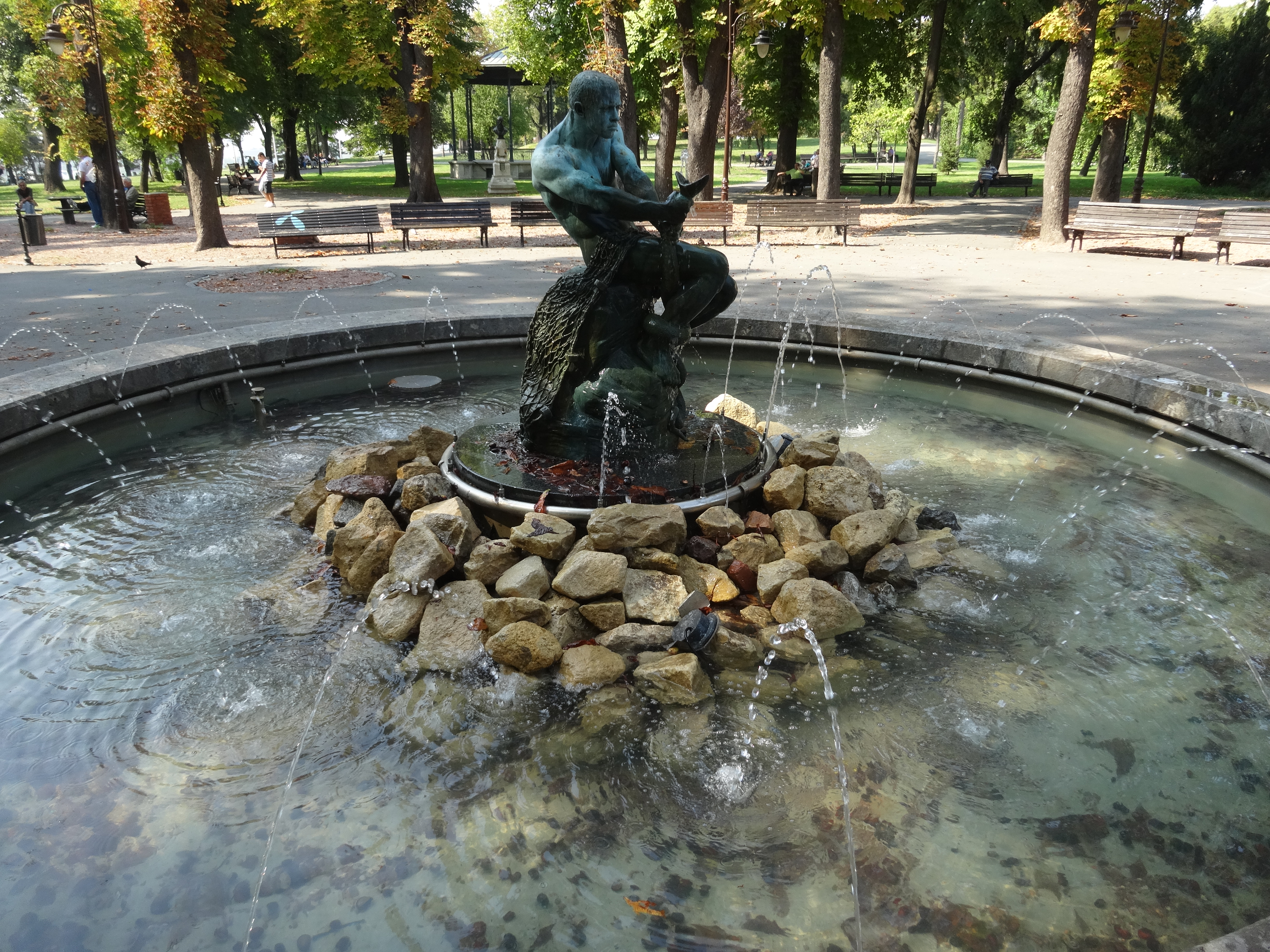
La fontaine

L’idée originale d’aménagement du parc provenait du plan d'urbanisme d’Emilijan Josimovic qui prévoyait la création d’un parc urbain dans l’espace de l’actuel Kalemegdan, l’ancien glacis du château. Le premier document de planification jusqu’ici connu sur l’aménagement du parc est inclus dans le plan sous l’intitulé copié du plan de Belgrade de l’année 1870. Il est important de mentionner que la première solution de composition architecturale a été donnée par l’architecte Milan Kapetanović en 1890 ;  le concept original en a été conservé jusqu’en 1914. La qualité principale de la solution de Kapetanovic est le tracé d'un chemin rectiligne suivant la direction de la rue KnezMihailova vers la rotonde centrale. C'est dans ce cadre qu'est placé le Pêcheur de Roksandic, constituant de cette façon une vue transversale avec la principale communication urbaine.
Le Parc dans sa forme actuelle a été formé principalement à la fin du XIXe et au début du XXe siècle et porte les caractéristiques d’un parc urbain représentatif de la fin de siècle, à la manière des parcs des grandes métropoles européennes. En 1894, avec l'installation d'un buste de Djuro Danicic commence le processus d’installation de sculptures publiques dans le parc. Dans un sens idéologique, la valeur du ratio des sculptures publiques et de l’aménagement du parc se reflète dans la conception de l’espace comme une allée des grands de la nation, ou à la mémoire sur des événements et personnalités importantes de l’histoire nationale, dans le cadre duquel la Fontaine du Pêcheur représente l’artéfact d’une valeur universelle et la représentation des caractéristiques nationales, comme le soulignait alors la presse locale, mettant en valeur son emplacement si contextuel dans l’ambiance du parc de Kalemegdan.

## Style
En termes de style, la sculpture est une œuvre classique de la sculpture européenne, fruit de la vie artistique et culturelle de Munich, dont faisait partie Simeon Roksandic. Après des études à l’École des métiers d’Art à Zagreb et la fréquentation des cours de sculpture à l’Académie de Pest, Roksandic entre à l’Académie des beaux-arts de Munich en 1892, dans la classe du professeur Syrius Eberle. Son séjour d’études dans la capitale de la Bavière marqua définitivement la carrière de l’artiste. Le fait d’assister à des cours de composition et l’expérience acquise en travaillant sur des modèles vivants a sans doute fait que le jeune artiste mette son travail en conformité avec les règles académiques normalisées. En même temps, le travail de Roksandic sur la restauration et la conservation de monuments publics à Munich forma son chemin de développement.
Enfin, il est intéressant de souligner l’avis de Roksandic sur son Pêcheur, décrit dans une interview avec Zvonimir Kujundzic, fin 1940, où l’auteur sublime son point de vue sur l’art et la vie en général. En disant qu’il a formé son Pêcheur à partir de la nécessité de représenter avec des symboles la victoire de l’homme sur la nature, le sculpteur définit la base idéologique de sa sculpture la plus célèbre. L’idée de la victoire de l’homme sur la nature parle de la foi en une confirmation sous forme artistique de l'ascension de l’humanité.
La Fontaine du Pêcheur, dans le cadre de la Forteresse de Belgrade, a été classée Patrimoine culturel de grande importance (décision de l’établissement, Journal Officiel SRS n°14/79).

## Galerie

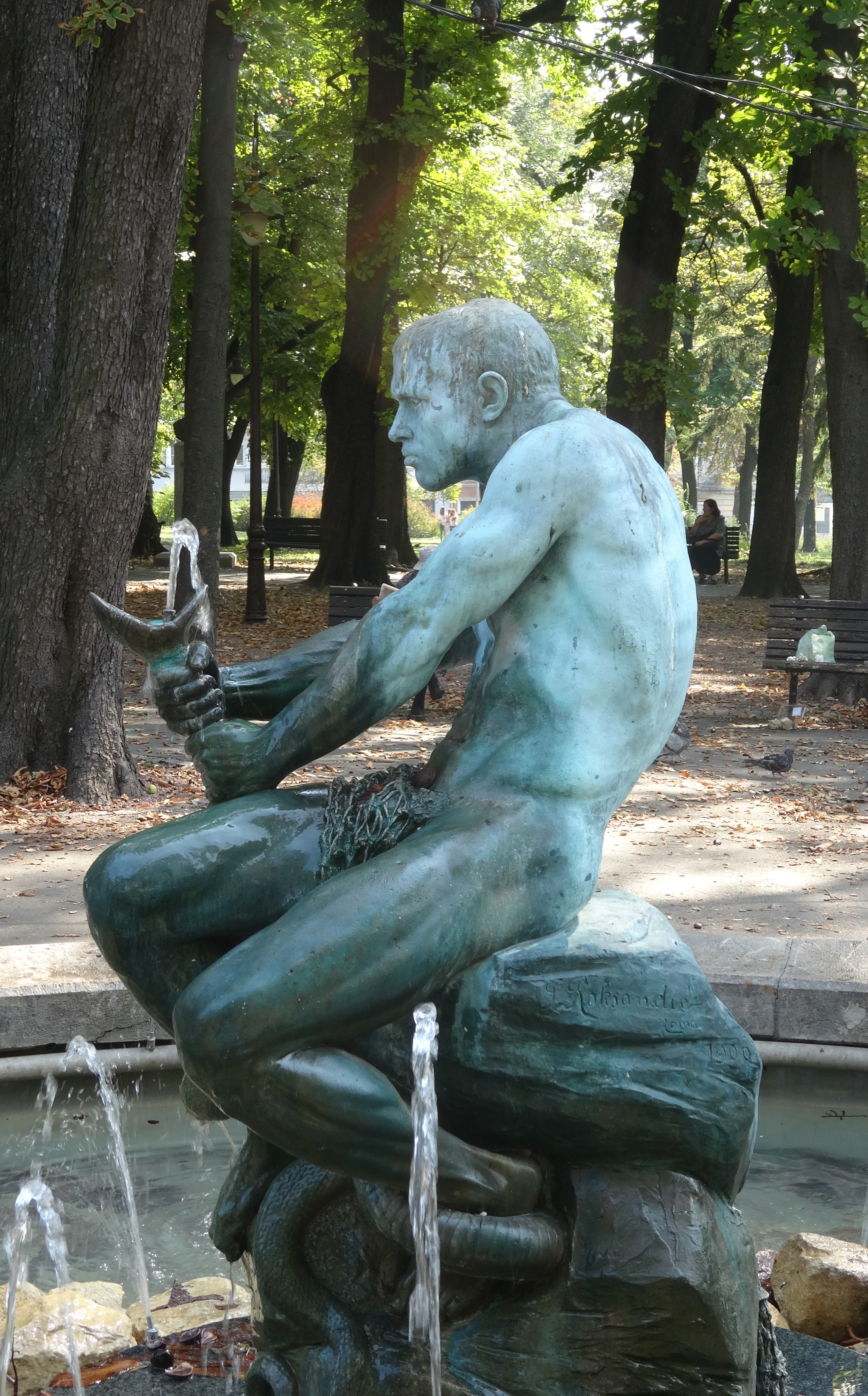
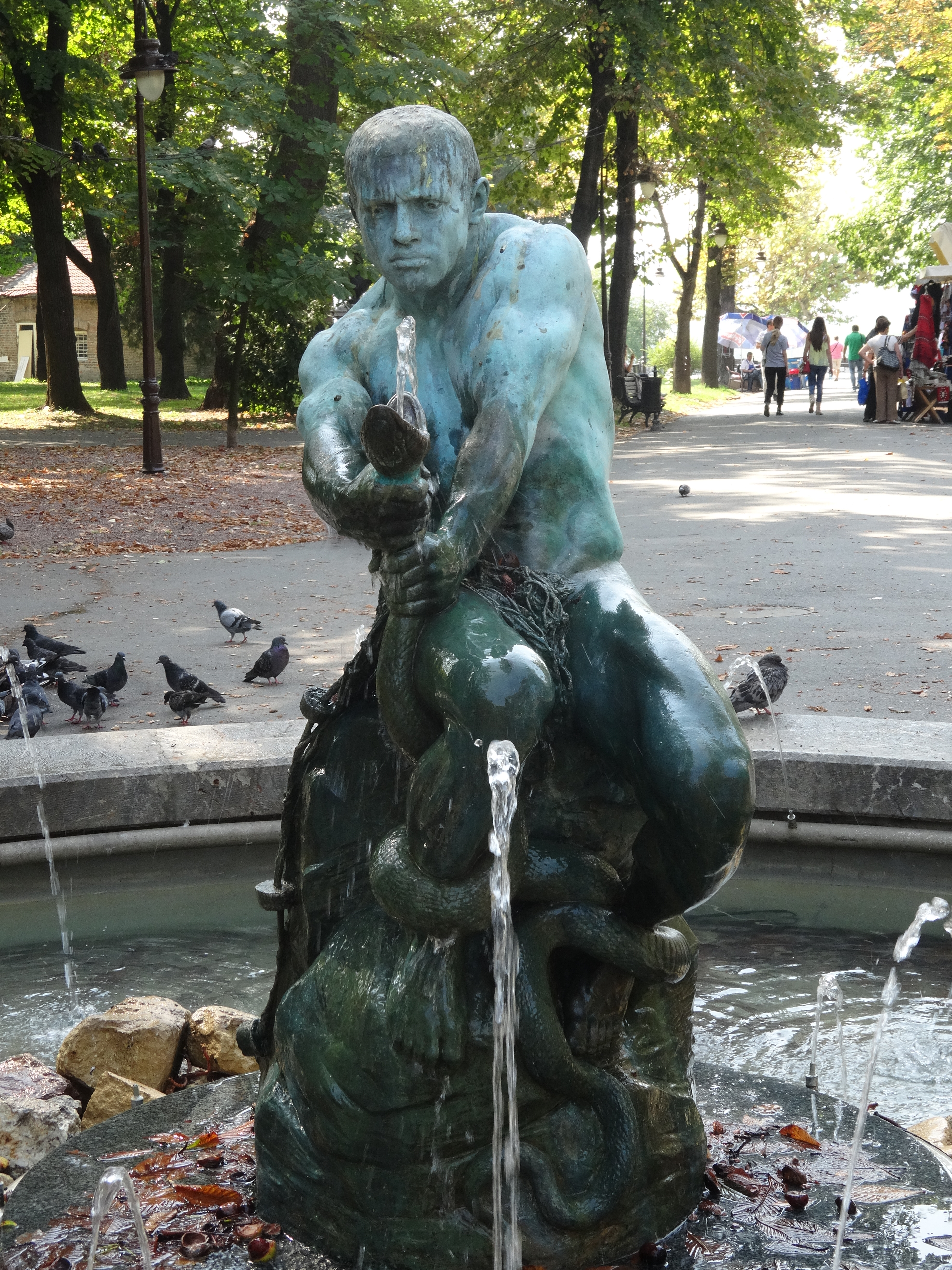
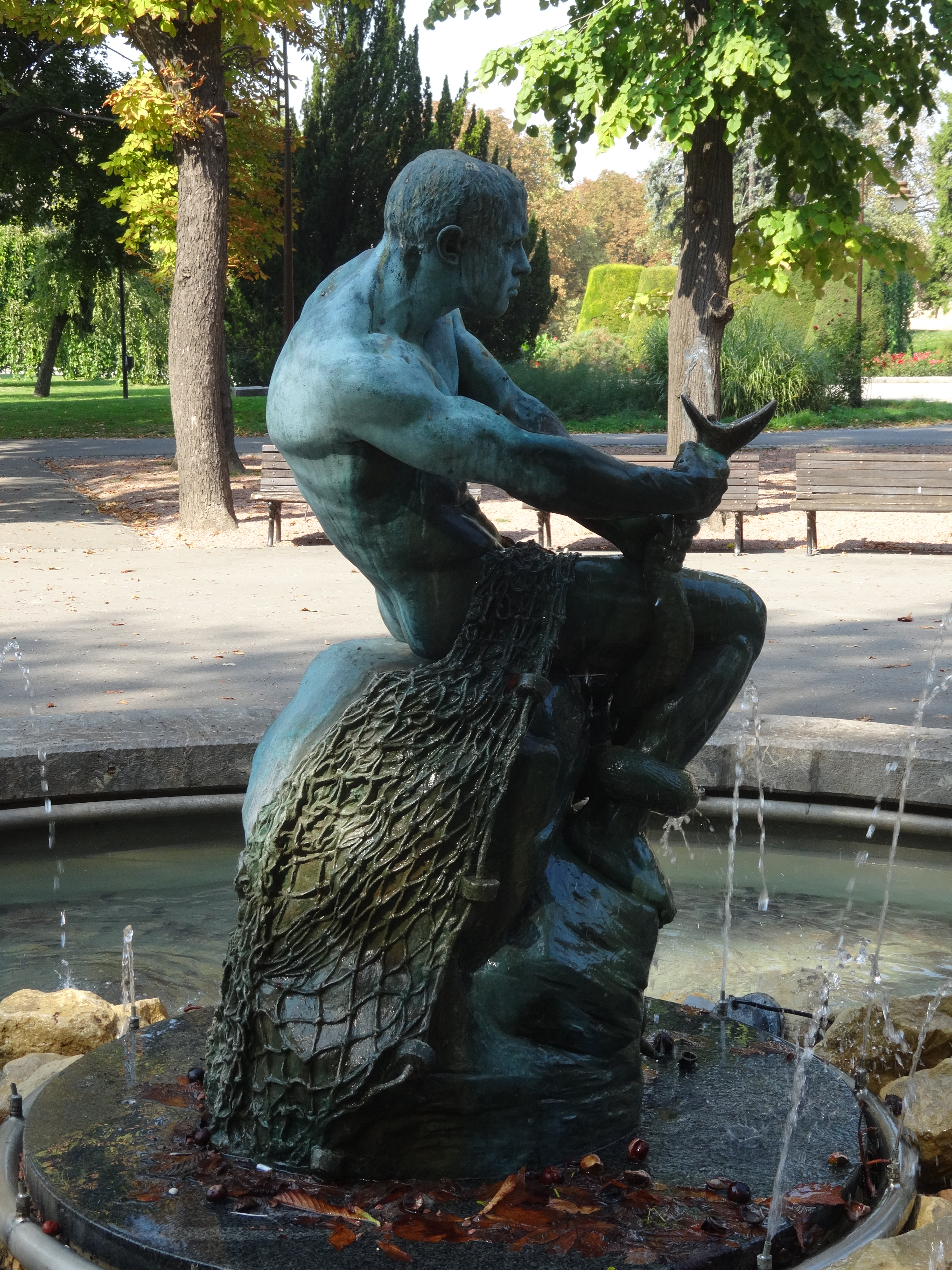